# Adelia
Personnages
- Carlo, duc de Bourgogne (baryton)
- Oliviero, comte de Fiennes (ténor)
- Arnoldo, chef des archers du duc (basse)
- Adelia, sa fille (soprano)
- Odetta, amie d'Adelia (mezzo-soprano)
- Comino, chambellan du duc (ténor)
- Un écuyer du duc (basse)
- Chœur de cavaliers, dames, citadins et citadines, archers, pages et soldats.

Airs
- « Era pura, come in cielo » (Arnoldo) – Acte I, Scène 4
- « Tutto di te sollecito » (Adelia, Oliviero) – Acte II, Scène 3
- « Che fia di me » (Oliviero) – Acte III, Scène 3
- « Ah! mi lasciate » (Adelia) – Acte III, Scène 5

Adelia, o la figlia dell'arciere (Adelia, ou la fille de l'archer) est un opéra (melodramma serio) en trois actes, musique de Gaetano Donizetti, livret de Felice Romani et Girolamo Maria Marini, créé au Teatro Apollo de Rome le 11 février 1841.

## Histoire
À partir de 1838, Donizetti, après de nombreuses années passées à Naples, travailla essentiellement pour Paris, puis pour Vienne. À Paris, il avait donné en 1840 La Fille du régiment. C'est pendant les répétitions de ce dernier ouvrage que se forma le projet d'un opéra pour le Teatro Apollo de Rome.
Dans la carrière de Donizetti, Rome n'eut jamais qu'un rôle de second plan. Néanmoins, son beau-frère, Antonio Vasselli, avec lequel il était très lié, y vivait, et ce fut lui qui le mit en rapport avec l'impresario Vincenzo Jacovacci, qui contrôlait plusieurs théâtres lyriques romains et qui, dans le courant de l'année 1840, lui passa commande d'un ouvrage.
Peu de temps après, une nouvelle proposition arriva, émanant de Léon Pillet, nouveau directeur de l'Académie royale de musique. Donizetti, qui vivait alors à Paris, ne pouvait la refuser et, comme le contrat avec Rome était déjà signé, se mit à travailler sur deux opéras à la fois.
Donizetti commença par proposer à Jacovacci de partir du mélodrame de Lockroy et Edmond Badon Un duel sous le cardinal de Richelieu, créé au Théâtre du Vaudeville le 9 avril 1832, auquel le compositeur songeait depuis quelque temps puisqu'il l'avait déjà envisagé en 1837, au moment de la composition de Maria de Rudenz. Mais la censure romaine, qui répugnait aux fins tragiques, fit des difficultés, dont Donizetti imagina un instant de prendre prétexte pour rompre son contrat avec Jacovacci. Pour tenir néanmoins ses engagements, il suggéra le 18 août 1840 de faire appel à un librettiste confirmé, soit Jacopo Ferretti, soit Girolamo Maria Marini, pour proposer un plan et le faire approuver par la censure.
Pendant ce temps-là, Donizetti retourna à Paris où il devait remplir son contrat avec l'Opéra. Il reprit un de ses anciens ouvrages qui n'avait pas été représenté, L'Ange de Nisida, et l'utilisa comme base pour composer La Favorite, tout en trouvant le temps de travailler pour Rome puisque la moitié de la musique de l'opéra promis était paraît-il composée le 25 septembre. Donizetti avait en définitive opté pour un vieux livret de Felice Romani, d'abord mis en musique par Michele Carafa sous le titre Adele di Lusignano (1817), puis par Carlo Coccia sous le titre La figlia dell'arciere (1833). Mais Jacovacci le pressait d'en changer le dénouement, car l'opéra se terminait par le suicide de la protagoniste, ce que la censure pontificale n'accepterait certainement pas. Donizetti écrivit à Felice Romani pour lui demander de lui permettre d'utiliser la version originale de l'acte III, mais soit Romani ne répondit pas, soit il ne disposait plus du manuscrit, en tout cas le compositeur dut faire appel à un nouveau librettiste, Girolamo Maria Marini. Celui-ci travailla rapidement, mais Donizetti ne fut pas particulièrement satisfait du résultat.
Après avoir assisté à la création de La Favorite le 2 décembre, Donizetti quitta Paris le 13 avec l'acte III d’Adelia entièrement terminé dans ses bagages. Il s'embarqua à Marseille et, retardé par le mauvais temps, arriva à Rome au moment du Nouvel An. Les répétitions furent perturbées par de fréquentes crues du Tibre, dont le Teatro Apollo était proche, et la première dut être repoussée à plusieurs reprises. Ceci ne fit que faire monter les attentes du public romain, qui étaient grandes : la première fut entièrement vendue et les billets s'échangèrent au marché noir jusqu'à trois fois leur valeur d'origine. En fait, on avait vendu plus de billets que de sièges, et la première, le 11 février, donna lieu à un terrible chahut : des spectateurs qui cherchaient une place erraient dans tout le théâtre et provoquaient des altercations avec ceux qui avaient pu trouver un siège, tandis qu'une foule grondante était massée à l'extérieur. Le chœur introductif et Ignazio Marini dans la cavatine d'Arnoldo qui lui fait suite parvinrent à peu près à se faire entendre, mais Giuseppina Strepponi, qui chantait Adelia, ne parvint pas à dominer la salle ; les spectateurs se mirent à hurler comme pour couvrir les cris de tous ceux qui étaient restés à l'extérieur du théâtre et qui manifestaient bruyamment leur mécontentement. Donizetti était effondré.
L'impresario fut arrêté et libéré le lendemain grâce à une caution versée par Giuseppina Strepponi. Les choses rentrèrent dans l'ordre avec les représentations suivantes. Mme Strepponi parvint à se faire entendre et obtint un grand succès personnel dans un ouvrage où tout est fait pour mettre en valeur la prima donna. Mais l'opéra ne tint l'affiche que huit soirées consécutives. Il eut quelques reprises en Italie, et voyagea à Lisbonne, Malte, Madrid et Londres. Donizetti considéra l'opéra comme un échec, se reprochant vivement d'avoir accepté de travailler sur un livret aussi peu susceptible de l'inspirer.
L'ouvrage disparut totalement des théâtres pendant près d'un siècle et demi. Il ne fut repris qu'en 1997 à Bergame, puis 1998 au Teatro Carlo Felice de Gênes et en concert à Carnegie Hall l'année suivante, dans les deux derniers cas avec Mariella Devia dans le rôle-titre.

## Création
| Rôle | Type de voix  | Interprètes lors de la première le 11 février 1841 |
| --- | ------------- | -------------------------------------------------- |
| Carlo, duca di Borgogna Charles le Téméraire, duc de Bourgogne                                                                                        | baryton       | Filippo Valentini                                  |
| Oliviero, conte di Fienna Olivier, comte de Fiennes                                                                                                   | ténor         | Lorenzo Salvi                                      |
| Arnoldo, capo degli arcieri francesi al servizio del duca Arnold, chef des archers français au service du duc                                         | basse         | Ignazio Marini                                     |
| Adelia, sua figli Adèle, sa fille | soprano       | Giuseppina Strepponi                               |
| Comino, ciamberlano del duca Commynes, chambellan du duc                                                                                              | ténor         | Pietro Gasparini                                   |
| Odetta, amica di Adelia Odette, amie d'Adèle | mezzo-soprano | Clementina Baroni                                  |
| Uno scuderio di Oliviero Un écuyer d'Olivier | basse         | Luigi Fossi                                        |
| Coro di cavalieri, dame, cittadini, cittadine, arcieri, paggi e soldati. Chœur de cavaliers, dames, citadins et citadines, archers, pages et soldats. |               |                                                    |

## Argument
L'action se déroule à la cour de Bourgogne au XVe siècle.

Durée : environ 2 h.
L'intrigue est assez mince. La belle Adelia, fille du commandant des archers du duc de Bourgogne, Arnoldo, est éprise d'un jeune seigneur Oliviero. Mais leur idylle se heurte à une loi interdisant aux nobles de se mésallier, que le duc, Carlo, fait appliquer avec une inflexible rigueur. Adelia, ayant eu vent que le duc médite de faire exécuter Oliviero juste après la cérémonie de mariage, retarde l'événement, essuyant les reproches de son fiancé et de son père, en devient folle, et, dans le livret original, se suicidait. Dans le livret définitif, le duc finit par se laisser fléchir et permet un heureux dénouement.

### Acte I
Une place de la ville de Péronne vers laquelle convergent plusieurs rues.
- Scène 1 : Toute la ville attend le duc Carlo et ses hommes qui doivent revenir victorieux d'une bataille
- Scène 2 : C'est le moment que choisit un homme pour s'échapper furtivement de la maison d'Arnoldo en passant par une fenêtre. Naturellement, des habitants de Péronne le voient. Ils reconnaissent le jeune comte Oliviero
- Scène 3 : Arrive Arnoldo à la tête de sa compagnie d'archers.
- Scènes 4 et 5 : La foule en colère dénonce à Arnoldo le forfait d'Oliviero en déclarant son honneur sali. Arnoldo décide de dénoncer le jeune homme au duc.
- Scène 6 : Adelia et son amie Odetta sortent de la maison d'Arnoldo et des habitantes de Péronne leur expliquent ce qui vient de se passer.
- Scène 7 : Arnoldo revient et Adelia tente en vain de le convaincre du caractère honorable de sa conduite.
- Scène 8 : Le duc Carlo apparaît avec un brillant cortège dans lequel figure Oliviero. Arnoldo accuse publiquement Oliviero d'avoir attenté à la pudeur de sa fille. Oliviero proclame la sincérité de ses sentiments pour Adelia, sans réaliser que cela contrarie d'autres plans de mariage que le duc nourrissait pour lui. Furieux, le duc le condamne à mort pour avoir enfreint la loi qui prohibe les mésalliances. Mais une exécution d'Oliviero ne rendra pas son honneur à Adelia : Arnoldo, qui a été convaincu par la sincérité d'Oliviero, cherche donc à persuader le duc de consentir au mariage d'Adelia et Oliviero, en lui rappelant qu'il lui avait promis autrefois qu'il exaucerait n'importe lequel de ses vœux en remerciement d'un service qu'il lui avait rendu. Carlo est contraint de tenir sa promesse, mais il forme le plan secret de faire exécuter Oliviero à l'issue de la cérémonie nuptiale.

### Acte II
Un cabinet dans le palais ducal.
- Scènes 1 et 2 : Adelia, pleine de joie, se prépare pour son mariage.
- Scène 3 : Oliviero est plein d'inquiétude car il a vu qu'on dressait un échafaud dans une autre partie du palais. Adelia parvient à le réconforter et tous deux chantent leur amour.
- Scène 4 : Comino, homme de confiance du duc, épouvanté par ce que son maître prépare, remet à Odetta un billet qui lui révèle les projets de Carlo.
- Scène 5 : Adelia prend connaissance avec effroi du billet.
- Scène 6 : Pour sauver Oliviero, Adelia décide de lui refuser sa main et tente d'obtenir le soutien de son père. Mais celui-ci, obsédé par la nécessité de restaurer l'honneur perdu de sa famille, la menace de mort si elle ne se marie pas. Adelia reste inflexible, il tire sa dague mais ne peut se résoudre à tuer sa fille et fond en larmes. Écrasée par le sentiment de culpabilité, Adelia ne peut que consentir à la volonté de son père, tandis que celui-ci instille perfidement le doute sur l'authenticité des sentiments qu'Oliviero porte à Adelia.
- Scènes 7 et 8 : Avec réticence et inquiétude, Adelia prend sa place dans le cortège nuptial.

### Acte III

#### Premier tableau
La caserne des archers, dans une annexe du palais ducal.
- Scènes 1 et 2 : Les soldats sont appelés par le duc pour remplir une mission inconnue. Il s'agit en réalité de prendre part à l'exécution d'Oliviero.

#### Second tableau
Une grande salle du palais ducal.
- Scène 3 : Oliviero se lamente de la réticence visible avec laquelle Adelia a accepté de l'épouser. Il craint qu'elle n'ait cessé de l'aimer.
- Scène 4 : Lorsque Comino et les archers viennent le chercher pour son exécution, il réalise qu'il a injustement douté d'Adelia.
- Scène 5 : Adelia perd la raison.
- Scènes 6 et 7 : Le duc a changé d'avis. Non seulement il fait grâce à Oliviero mais il anoblit Arnoldo pour que la loi interdisant les mésalliances soit respectée. Adelia pleure de joie.

## Analyse
Adelia, ouvrage composé par un Donizetti pressé par le temps et davantage occupé de La Favorite, ne révèle pas moins – malgré de multiples emprunts à des partitions antérieures – le métier évident d'un compositeur alors au sommet de sa carrière. L'opéra souffre surtout d'un livret peu consistant, où les péripéties qui émaillent le mariage d'Adelia et d'Oliviero manquent de force tragique, jusqu'à l'improbable heureux dénouement.
La soprano en est l'héroïne incontestée, avec une scène de folie digne des meilleurs exemples du genre (Acte III, scène 5 : Ah! mi lasciate, Chi le nostr'anime) dont le cantabile, tout comme la cabalette du ténor qui la précède (Che fia di me), sont repris de Gabriella di Vergy.
On peut signaler également une énergique ouverture et le chœur introductif (Della torre ascoltate la squilla), l'air d'Arnoldo qui le suit (Era pura, come in cielo) et le puissant finale de l'acte I, ainsi que le duo d'amour entre Adelia et Oliviero (Tutto di te sollecito).

## Productions notables
| Dates             | Distribution (Adelia, Oliviero, Arnoldo, Carlo)                         | Chef d'orchestre, Orchestre et chœur                                           | Ville, Théâtre            | Metteur en scène   |
| ----------------- | ----------------------------------------------------------------------- | ------------------------------------------------------------------------------ | ------------------------- | ------------------ |
| 26 septembre 1997 | Daniela Longhi, Marcello Bedoni, Andrea Silvestrelli, Stefano Antonucci | Gustav Kuhn, Orchestre Giuseppe Verdi de Milan, Chœur Circuito Lirico Lombardo | Bergame, Teatro Donizetti | Beni Montresor     |
| 11 novembre 1999  | Mariella Devia, Warren Mok, Paul Plishka, Stephan Pyatnychko            | Eve Queler, Opera Orchestra of New York                                        | New York, Carnegie Hall   | Version de concert |

## Discographie
| Année | Distribution (Adelia, Oliviero, Arnoldo, Carlo)                          | Chef d'orchestre, Orchestre et chœur                          | Label                                        |
| ----- | ------------------------------------------------------------------------ | ------------------------------------------------------------- | -------------------------------------------- |
| 1998  | Mariella Devia, Octavio Arevalo, Stefano Antonucci, Boris Martinovic     | John Neschling, Orchestra del Teatro Carlo Felice             | CD Audio : BMG Ricordi Enregistrement public |
| 2006  | Michela Sburlati, David Sotgiu, Andrea Silvestrelli, Giulio Mastrototaro | Gustav Kuhn, Haydn Orchester von Bozen und Trient, Haydn Chor | CD Audio : Sony Music Enregistrement public  |

### Sources
- (fr) Piotr Kaminski, Mille et un opéras, Paris, Fayard, coll. Les indispensables de la musique, 2003
- (de) Julia Feurich, « Zur Entstehung von Donizettis Adelia », in : livret de l'enregistrement Sony Music, 2007